# Родники (Брянская область)
Родники́ — посёлок в Дятьковском районе Брянской области, в составе Большежуковского сельского поселения.

## География
Расположен в 1,5 км к северо-востоку от села Слободище, у автодороги Р68 Брянск—Дятьково—Киров.

## История
Возник в середине XX века; до 1961 входил в Неверский (Сосновский) сельсовет. В 1964 г. Указом Президиума ВС РСФСР поселок отделения № 2 совхоза «Дятьково» переименован в Родники.

## Население
| 2010 | 2013 |
| ---- | ---- |
| 15   | →15  |